# Frédéric Duplus
Frédéric Duplus (Belfort, 7 aprile 1990) è un ex calciatore francese, di ruolo difensore.

## Carriera
Ha giocato nelle selezioni giovanili della Francia dall'Under-16 all'Under-19. Ha anche partecipato ai Mondiali Under-17 nel 2007.

## Palmarès

### Club

#### Competizioni nazionali
- Tweede klasse: 1

Anversa: 2016-2017